# Peter O'Neill
Peter O'Neill (Ialibu, 13 febbraio 1965) è un politico papuano, primo ministro della Papua Nuova Guinea dal 2 agosto 2011 al 29 maggio 2019.

## Biografia
O'Neill fu eletto per la prima volta in Parlamento nel 2002 e diventò ministro lo stesso anno. Nel 2004 diventò leader dell'opposizione. Dopo la sospensione di Michael Somare divenne ministro del lavoro nel Governo provvisorio di Sam Abal. Nel 2011 si accordò con i parlamentari dell'opposizione per rovesciare Abal e divenne Primo Ministro con un voto parlamentare il 2 agosto. La sua nomina fu messa in discussione dalla Corte Suprema della Papua Nuova Guinea il 12 dicembre 2011, quando essa sentenziò che la sospensione di Somare era stata illegittima.
Il 26 maggio 2019 si è dimesso a seguito di una crisi di governo all'interno del proprio partito e le forti proteste dell'opposizione riguardo a un accordo commerciale sullo sfruttamento dei gas minerali firmato con la società francese Total e la statunitense ExxonMobil, giudicato per lo più sfavorevole agli interessi nazionali.